# Olszanka (Opole)
Olszanka (Duits: Alzenau) is een dorp in het Poolse woiwodschap Opole, in het district Brzeski. De plaats maakt deel uit van de gemeente Olszanka.

## Verkeer en vervoer
- Station Olszanka